# William Edward Birkhimer
 (octobre 2024).
William Edward Birkhimer, né le 1er mars 1848 et mort le 10 juin 1914 est un officier de l’United States Army décoré de la Medal of Honor pendant la guerre américano-philippine.

## Biographie
William Edward Birkhimer, naît le 1er mars 1848 à Somerset, dans l’Ohio et passe sa jeunesse dans l’Iowa. Il s’engage dans le 4th Iowa Volunteer Cavalry en mars 1864 avec lequel il combat pendant la dernière année de la guerre de Sécession. Lorsque sa période d’engagement prend fin en août 1865 il a à son actif neuf citations pour bravoure au combat, ce qui amène l’État de l’Iowa à l’envoyer en 1866 à l’académie militaire de West Point. Il s’y spécialise dans l’artillerie et obtient de bons résultats, étant classé dix-neuvième de sa promotion sur cinquante-huit.
À sa sortie de West Point il est affecté au 3e régiment d’artillerie avec le grade de second lieutenant. En parallèle, il suit les cours de l’école d’artillerie de Fort Monroe et publie en 1984 son ouvrage Historical Sketch of the Organization, Administration, Material, and Tactics of the Artillery, United States Army. Il quitte néanmoins l’artillerie en 1886 pour rejoindre le Judge Advocate General's Corps et obtient en 1889 un diplôme de droit de l’université de l’Oregon.
En 1892, il publie son ouvrage Military Government and Martial Law ; il est alors considéré comme un expert des lois et de l’administration militaires et ce livre, réédité en 1904 et 1915, devient un ouvrage de référence dans les cursus des académies militaires de West Point et de Fort Leavenworth. Ce texte a également une forte influence dans la mise en place de l’administration militaire dans les territoires acquis à la suite de la guerre hispano-américaine.
À la fin de celle-ci, Birkhimer retourne dans l’artillerie avec le grade de capitaine et est envoyé au Philippines pendant l’été 1898, puis en 1899 il est le second du général Henry Lawton. Le 16 mai 1899, il reconnaît avec dix-huit éclaireurs les défenses San Miguel de Mayumo, défendu par environ trois cents philippins. Birkhimer charge alors à la tête d’une douzaine de ses hommes et fait fuir les troupes philippines au-delà du pont qui mène à la ville. Ils défendent ensuite ce pont pendant plusieurs heures jusqu’à l’arrivé du reste de l’armée.
En récompense pour cette action, Birkhimer et onze de ses hommes reçoivent la Medal of Honor. Il est également promu colonel et reçoit le commandement du 28th Volunteer Infantry Regiment. Celui-ci est dissout en mai 1901 et Birkhimer retourne au 3e régiment d’artillerie. Il est promu major en août 1901, lieutenant-colonel en 1905 puis brigadier général en 1906. la même année il prend sa retraite pour raisons de santé. Il meurt le 10 juin 1914 et est enterré au cimetière national d'Arlington.